# Le spie (film 1957)
Le spie (Les Espions) è un film del 1957 diretto da Henri-Georges Clouzot.

## Trama
Il dottor Malic possiede e gestisce una clinica psichiatrica. Il colonnello Howard dell'esercito USA gli chiede, in cambio di una notevole somma, di nascondere nel suo istituto per qualche giorno un suo agente segreto Alex.
Subito dopo l'arrivo di Alex, la clinica è tenuta sotto stretta sorveglianza da altre spie e contro spie tanto che non si riesce a capire la vera identità delle persone e per quali forze lavorano.